# Giải của Hiệp hội phê bìnn phim Toronto cho nữ diễn viên chính xuất sắc nhất
Giải của Hiệp hội phê bình phim Toronto cho nữ diễn viên xuất sắc nhất là một trong các giải thưởng của Hiệp hội phê bình phim Toronto (Toronto Film Critics Association) trao hàng năm cho các nữ diễn viên trong một phim phát hành trong năm, được bầu chọn là xuất sắc nhất.

## Các nữ diễn viên đoạt giải

### Thập niên 1990
| Năm  | Người đoạt giải      | Phim                  | Vai diễn          |
| ---- | -------------------- | --------------------- | ----------------- |
| 1997 | Helena Bonham Carter | The Wings of the Dove | Kate Croy         |
| 1998 | Cate Blanchett       | Elizabeth             | Queen Elizabeth I |
| 1999 | Hilary Swank         | Boys Don't Cry        | Brandon Teena     |

### Thập niên 2000
| Năm  | Người đoạt giải   | Phim                                  | Vai diễn                  |
| ---- | ----------------- | ------------------------------------- | ------------------------- |
| 2000 | Laura Linney      | You Can Count on Me                   | Samantha "Sammy" Prescott |
| 2001 | Thora Birch       | Ghost World                           | Enid                      |
| 2002 | Julianne Moore    | Far From Heaven                       | Cathy Whitaker            |
| 2003 | Samantha Morton   | Morvern Callar                        | Morvern Callar            |
| 2004 | Imelda Staunton   | Vera Drake                            | Vera Drake                |
| 2005 | Laura Linney      | The Squid and the Whale               | Joan Berkman              |
| 2006 | Helen Mirren      | The Queen                             | Queen Elizabeth II        |
| 2006 | Penélope Cruz     | To Return (Volver)                    | Raimunda                  |
| 2006 | Judi Dench        | Notes on a Scandal                    | Barbara Covett            |
| 2007 | Julie Christie    | Away from Her                         | Fiona Anderson            |
| 2007 | Ellen Page        | Juno                                  | Juno MacGuff              |
| 2007 | Laura Dern        | Inland Empire                         | Nikki Grace/Susan Blue    |
| 2008 | Michelle Williams | Wendy and Lucy                        | Wendy                     |
| 2008 | Anne Hathaway     | Rachel Getting Married                | Kym                       |
| 2008 | Meryl Streep      | Doubt                                 | Aloysius Beauvier         |
| 2009 | Carey Mulligan    | An Education                          | Jenny                     |
| 2009 | Arta Dobroshi     | Lorna's Silence (Le silence de Lorna) | Lorna                     |
| 2009 | Meryl Streep      | Julie & Julia                         | Julia Child               |